# Хёнесс, Ули
У́льрих Хёнесс (нем. Ulrich Hoeneß; род. 5 января 1952, Ульм, ФРГ), более известный как У́ли Хёнесс (нем. Uli Hoeneß, немецкое произношение: [ˈuːliː ˈhøːnɛs]) — немецкий футболист, футбольный менеджер.

## Карьера игрока

### Клубная
Как игрок Ули Хёнесс начал карьеру в клубе ФФБ «Ульм». Следующим его клубом стал ССФ «Ульм». В возрасте 15 лет Ули становится капитаном юношеской сборной Германии. В 1970 году он, вместе с Паулем Брайтнером и Райнером Цобелем переходит в мюнхенскую «Баварию», правда, до 1972 года, играет только за любительскую команду «Баварии», чтобы иметь возможность принять участие в Олимпийских играх 1972 года в Мюнхене. С 1972 года Хёнесс становится игроком основного состава «Баварии» и одновременно игроком сборной ФРГ. В составе «Баварии» он становится трёхкратным чемпионом страны (1972, 1973, 1974), обладателем Кубка Германии (1971), трёхкратным обладателем Кубка европейских чемпионов (1974, 1975, 1976) и обладателем Межконтинентального кубка (1976). В 1978 году Хёнесс переходит в «Нюрнберг», но по окончании сезона из-за хронических болей в травмированном, в финале Кубка чемпионов 1975 года против «Лидс Юнайтед» колене, в возрасте 27 лет заканчивает карьеру игрока. За «Баварию» Хёнесс провёл 336 игр и забил 111 голов, за «Нюрнберг» провёл 11 игр.

### В сборной
Выступал в сборной с 1972 года: в том же году дебютировал на Олимпийских играх, где его сборная выступила неудачно, заняв третье место на втором групповом этапе и разделив 5-6-е места с Данией. В том же 1972 году он становится чемпионом Европы, а через два года чемпионом мира. Итого он провёл за сборную ФРГ 35 игр и забил 5 голов.

## Карьера менеджера
Летом 1979 года, вскоре после завершения игровой карьеры, Хёнесс занял пост генерального менеджера «Баварии» (став, при этом, самым молодым менеджером в истории Бундеслиги). С 14 февраля 2002 года одновременно являлся спортивным директором и заместителем председателя правления клуба. Пробыл в этих должностях до 30 ноября 2009 года. 
27 декабря 2009 года Хёнесс был избран президентом «Баварии», сменив на этом посту другую клубную легенду Франца Беккенбауэра. 4 марта 2010 года стал также председателем наблюдательного совета. 14 марта 2014 года был вынужден покинуть занимаемые посты в связи с вынесением ему обвинительного приговора.
26 ноября 2016 года, вскоре после освобождения из тюрьмы, ежегодным собранием клуба Хёнесс вновь был избран президентом «Баварии», после перерыва в 987 дней. Являясь безальтернативным кандидатом, он получил 98,5 % голосов. 6 февраля 2017 года снова был выбран председателем наблюдательного совета. 15 ноября 2019 года, после истечения срока полномочий, Хёнесс покинул президентский пост, а 9 декабря — пост председателя наблюдательного совета. 
После своей отставки, 15 ноября 2019 года Хёнесс стал почётным президентом «Баварии». Кроме того, 9 декабря он во второй раз стал заместителем председателя правления клуба. 
На момент начала менеджерской карьеры Хёнесса «Бавария» уже пять лет не выигрывала национальный чемпионат и имела немалые долги. Однако его усилиями клуб превратился в гегемона немецкого клубного футбола и один из ведущих клубов мира: мюнхенцами был завоёван 21 титул чемпионата Германии, Кубок УЕФА, выиграно две Лиги чемпионов, а также множество менее значимых трофеев.

## Проблемы с законом
В начале 2014 года Ули Хёнесс был обвинён в сокрытии средств от уплаты налогов на сумму более миллиона евро. Сумма сокрытых средств возрастала с каждым слушанием дела. Когда Хёнессу предъявили сокрытие 3 миллионов евро, он чистосердечно признался в сокрытии в общем счёте 15 миллионов евро, чтобы смягчить судебное решение. В результате показаний бухгалтеров Хёнесса, 13 марта 2014 года он был приговорен к лишению свободы на 3 года и 6 месяцев за уклонение от уплаты налогов (в том числе налога на солидарность) и сокрытие 27,2 миллионов евро на своём швейцарском счёте. Впоследствии этого был исключен из «Зала славы» немецкого спорта. В феврале 2016 года был досрочно освобождён из тюрьмы, отбыв половину срока.

## Достижения

### Командные
«Бавария»
- Чемпион ФРГ (3): 1971/72, 1972/73, 1973/74
- Обладатель Кубка ФРГ: 1970/71
- Обладатель Кубка европейских чемпионов (3): 1973/74, 1974/75, 1975/76
- Обладатель Межконтинентального кубка: 1976

Сборная ФРГ
- Чемпион мира: 1974
- Чемпион Европы: 1972
- Серебряный призёр чемпионата Европы: 1976

### Личные
- Входит в состав символической сборной по итогам чемпионата Европы по версии УЕФА: 1972
- Символическая сборная Бундеслиги по версии Kicker: 1973/74[13]

## Личная жизнь
У Ули Хёнесса есть младший брат Дитер, который выступал на чемпионате мира 1986 года. С 1973 года Хёнесс женат, у пары двое детей и четверо внуков.
В 1982 году в 30 лет Ули Хёнесс оказался единственным выжившим в катастрофе четырёхместного самолёта Piper PA-34 Seneca во время полёта из Мюнхена в Ганновер на игру против сборной Португалии. Но он не помнил ничего о случившемся: в момент катастрофы он спал. Лишь час спустя его, с переломами и окровавленного, случайно нашёл местный лесник.

## Статистика выступлений
| Клуб              | Сезон            | Лига | Лига | Кубок ФРГ | Кубок ФРГ | Еврокубки | Еврокубки | Прочие | Прочие | Итого | Итого |
| Клуб              | Сезон            | Игры | Голы | Игры      | Голы      | Игры      | Голы      | Игры   | Голы   | Игры  | Голы  |
| ----------------- | ---------------- | ---- | ---- | --------- | --------- | --------- | --------- | ------ | ------ | ----- | ----- |
| Бавария           | 1969/70          | 0    | 0    | 1         | 0         | 0         | 0         | 0      | 0      | 1     | 0     |
| Бавария           | 1970/71          | 31   | 6    | 6         | 0         | 7         | 1         | 0      | 0      | 44    | 7     |
| Бавария           | 1971/72          | 34   | 13   | 5         | 3         | 8         | 1         | 0      | 0      | 47    | 17    |
| Бавария           | 1972/73          | 34   | 17   | 6         | 3         | 6         | 2         | 2      | 0      | 48    | 22    |
| Бавария           | 1973/74          | 34   | 18   | 4         | 2         | 10        | 5         | 0      | 0      | 48    | 25    |
| Бавария           | 1974/75          | 28   | 8    | 3         | 1         | 7         | 1         | 0      | 0      | 38    | 10    |
| Бавария           | 1975/76          | 17   | 4    | 5         | 1         | 5         | 0         | 0      | 0      | 27    | 5     |
| Бавария           | 1976/77          | 27   | 9    | 4         | 4         | 6         | 0         | 4      | 0      | 41    | 13    |
| Бавария           | 1977/78          | 30   | 11   | 2         | 0         | 5         | 1         | 0      | 0      | 37    | 12    |
| Бавария           | 1978/79          | 4    | 0    | 2         | 0         | 5         | 1         | 0      | 0      | 11    | 1     |
| Бавария           | Итого            | 239  | 86   | 38        | 14        | 59        | 12        | 6      | 0      | 342   | 112   |
| Нюрнберг (аренда) | 1978/79          | 11   | 0    | 1         | 0         | 0         | 0         | 0      | 0      | 12    | 0     |
| Нюрнберг (аренда) | Итого            | 11   | 0    | 1         | 0         | 0         | 0         | 0      | 0      | 12    | 0     |
| Всего за карьеру  | Всего за карьеру | 250  | 86   | 39        | 14        | 59        | 12        | 6      | 0      | 354   | 112   |